# Хорлупы
Хорлупы (укр. Хорлупи) — село в Подгайцевской сельской общине Луцкого района Волынской области Украины.
До 2020 года входило в Киверцовский район.
Код КОАТУУ — 0721888001. Население по переписи 2001 года составляет 711 человек. Почтовый индекс — 45251. Телефонный код — 3365. Занимает площадь 2,87 км².